# Cypriotiska cupen (volleyboll, damer)
Cypriotiska cupen i volleyboll för damer är en årlig tävling som organiseras av Cyperns volleybollförbund, Kypriakí Omospondía Petosfaírisis, sedan 1976.

## Resultat per år
| Säsong               | Vinnare              | Finalresultat                      | Finalist                |
| -------------------- | -------------------- | ---------------------------------- | ----------------------- |
| 1976 mer information | Pezoporikos Larnaca  | 3 - 2 (?)                          | AEL Limassol            |
| 1977 mer information | APOEL                | 3 - 2 (?)                          | AEL Limassol            |
| 1978 mer information | AEL Limassol         | 3 - 0 (?)                          | EPA Larnaca             |
| 1979 mer information | Pezoporikos Larnaca  | 3 - 2 (?)                          | AEL Limassol            |
| 1980 mer information | AEL Limassol         | 3 - 2 (?)                          | Nea Salamina Famagouste |
| 1981 mer information | AEL Limassol         | 3 - 0 (?)                          | Zenon Larnaca           |
| 1982 mer information | AEL Limassol         | 3 - 0 (?)                          | Zenon Larnaca           |
| 1983 mer information | AEL Limassol         | 3 - 0 (?)                          | Nea Salamina Famagouste |
| 1984 mer information | AEL Limassol         | 3 - 0 (?)                          | APOEL                   |
| 1985 mer information | AEL Limassol         | 3 - 0 (?)                          | Nea Salamina Famagouste |
| 1986 mer information | AEL Limassol         | 3 - 2 (?)                          | APOEL                   |
| 1987 mer information | AEL Limassol         | 3 - 0 (?)                          | Olympiada Neapolis      |
| 1988 mer information | AEL Limassol         | 3 - 0 (?)                          | Olympiada Neapolis      |
| 1989 mer information | AEL Limassol         | 3 - 0 (?)                          | Pezoporikos Larnaca     |
| 1990 mer information | AEL Limassol         | 3 - 1 (?)                          | Pezoporikos Larnaca     |
| 1991 mer information | AEL Limassol         | 3 - 1 (?)                          | Olympiada Neapolis      |
| 1992 mer information | AEL Limassol         | 3 - 1 (?)                          | Apollon Limassol        |
| 1993 mer information | AEL Limassol         | 3 - 1 (?)                          | Anorthosis Famagusta    |
| 1994 mer information | AEL Limassol         | 3 - 0 (?)                          | Anorthosis Famagusta    |
| 1995 mer information | AEL Limassol         | 3 - 0 (?)                          | AEK Larnaca             |
| 1996 mer information | AEL Limassol         | 3 - 0 (?)                          | Anorthosis Famagusta    |
| 1997 mer information | AEL Limassol         | 3 - 0 (?)                          | Apollon Limassol        |
| 1998 mer information | AEL Limassol         | 3 - 0 (?)                          | Apollon Limassol        |
| 1999 mer information | AEL Limassol         | 3 - 1 (?)                          | Anorthosis Famagusta    |
| 2000 mer information | AEL Limassol         | 3 - 0 (?)                          | Apollon Limassol        |
| 2001 mer information | AEL Limassol         | 3 - 0 (?)                          | AEK Larnaca             |
| 2002 mer information | AEL Limassol         | 3 - 2 (?)                          | Anorthosis Famagusta    |
| 2003 mer information | AEL Limassol         | 3 - 2 (?)                          | Apollon Limassol        |
| 2004 mer information | Anorthosis Famagusta | 3 - 0 (?)                          | AEL Limassol            |
| 2005 mer information | AEL Limassol         | 3 - 1 (?)                          | Anorthosis Famagusta    |
| 2006 mer information | AEL Limassol         | 3 - 0 (?)                          | Anorthosis Famagusta    |
| 2007 mer information | AEK Larnaca          | 3 - 0 (?)                          | AEL Limassol            |
| 2008 mer information | Anorthosis Famagusta | 3 - 0 (25-22, 25-20, 25-16)        | Grammar School          |
| 2009 mer information | Anorthosis Famagusta | 3 - 1 (25-23, 25-23, 10-25, 25-21) | AEL Limassol            |
| 2010 mer information | Anorthosis Famagusta | 3 - 0 (25-17, 25-17, 25-19)        | AEL Limassol            |
| 2011 mer information | AEL Limassol         | 3 - 1 (22-25, 25-8, 25-18, 25-14)  | Apollon Limassol        |
| 2012 mer information | Anorthosis Famagusta | 3 - 0 (26−24, 25−23, 25−18)        | Apollon Limassol        |
| 2013 mer information | Anorthosis Famagusta | 3 - 0 (25−18, 25−20, 25−16)        | Apollon Limassol        |
| 2014 mer information | Apollon Limassol     | 3 - 0 (25-17, 25-18, 25-14)        | AEK Larnaca             |
| 2015 mer information | Apollon Limassol     | 3 - 0 (26-24, 25-22, 25-20)        | AEK Larnaca             |
| 2016 mer information | Apollon Limassol     | 3 - 0 (25-19, 25-17, 25-23)        | AEL Limassol            |
| 2017 mer information | Apollon Limassol     | 3 - 1 (25-27, 25-7, 25-16, 26-24)  | Anorthosis Famagusta    |
| 2018 mer information | AEK Larnaca          | 3 - 1 (25-20, 25-27, 25-22, 25-17) | Anorthosis Famagusta    |
| 2019 mer information | Anorthosis Famagusta | 3 - 1 (25-14, 25-18, 16-25, 25-20) | AEL Limassol            |
| 2022 mer information | Apollon Limassol     | 3 - 1 (25-14, 25-18, 16-25, 25-20) | Olimpiada Neapolis      |

## Resultat per klubb
| Klubb                | Antal titlar | Ort       | Vunna år |
| -------------------- | ------------ | --------- | --- |
| AEL Limassol         | 28           | Limassol  | 1978, 1980, 1981, 1982, 1983, 1984, 1985, 1986, 1987, 1988, 1989, 1990, 1991, 1992 1993, 1994 , 1995, 1996, 1997, 1998, 1999, 2000, 2001, 2002, 2003, 2005, 2006, 2011 |
| Anorthosis Famagusta | 7            | Famagusta | 2004, 2008, 2009, 2010, 2012, 2013, 2019 |
| Apollon Limassol     | 5            | Limassol  | 2014, 2015, 2016, 2017, 2022 |
| Pezoporikos Larnaca  | 2            | Larnaca   | 1976, 1979 |
| AEK Larnaca          | 2            | Larnaca   | 2007, 2018 |
| APOEL                | 1            | Nicosia   | 1977 |